# Eremothallales
Eremothallales är en ordning av svampar. Eremothallales ingår i klassen Lichinomycetes, divisionen sporsäcksvampar och riket svampar.
|                | Lichinales                        |
|                |                                   |
| Eremothallales | \| \| Eremithallaceae \| \| \| \| |
|                | \| \| Eremithallaceae \| \| \| \| |
|                | Eremithallaceae                   |
|                |                                   |

|  | Eremithallaceae |
|  |                 |